# 地層大切断面
地層大切断面（ちそうだいせつだんめん）は、東京都の伊豆大島に存在するランドマークで、600メートル以上続く地層の連続露頭である。単に地層切断面（ちそうせつだんめん）、あるいは千波地層切断面（せんばちそうせつだんめん）や千波地層断面（せんばちそうだんめん）ともいう。俗には、その様相を喩えてバウムクーヘンと呼ばれることもある。

## 成り立ち
1953年（昭和28年）、大島一周道路を造設する際に、火山砕屑物などの堆積でできた風成層を開削してできた露頭である。
地層は主に玄武岩質溶岩層、火山灰土層、そしてテフラ層を含む。テフラの多くが伊豆大島起源のスコリア質の火山灰や火山礫であるが、神津島や大室ダシに由来する流紋岩質のテフラ層もある。
地層の歪曲は褶曲によるものではなく、元の地形の起伏の上に火山砕屑物などが堆積することでできたとされる。